# Akademischer Segler-Verein zu Danzig
Der Akademische Segler-Verein zu Danzig war eine studentische Vereinigung in Danzig von 1904 bis 1945.

## Geschichte

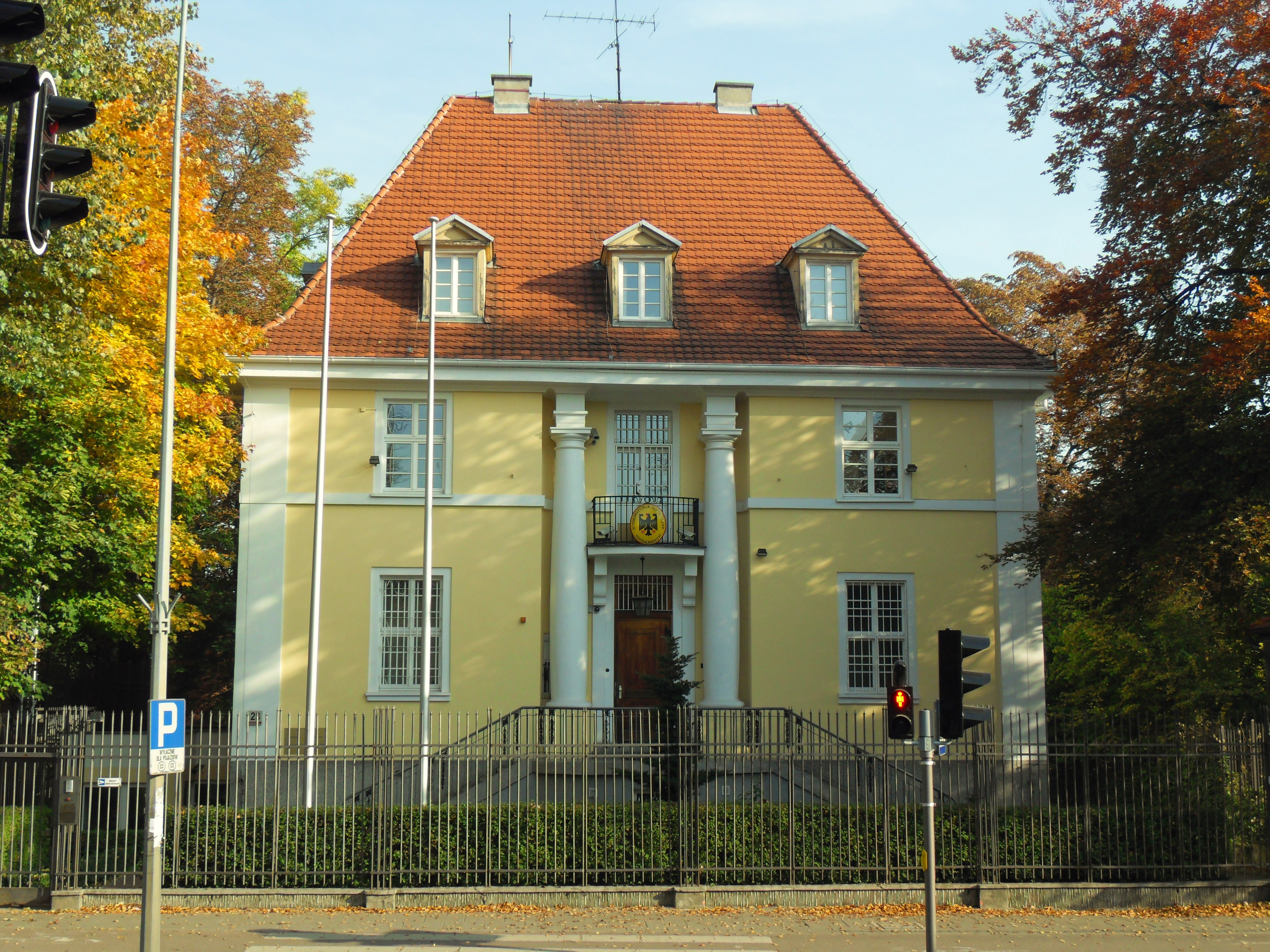
Vereinshaus in der Großen Allee in Danzig-Langfuhr

1904 wurde der Akademische Segler-Verein an der neu eröffneten Technischen Hochschule in Danzig gegründet. Er war die dritte studentische Vereinigung dieser Art in Deutschland (nach Berlin und München). Der erste Vereinssitz war in Langfuhr in der Blumenstraße (heute ul. Puszkina 5).
1915 erfolgte der Umzug in das neue Vereinshaus in der Großen Allee (später Hindenburg-Allee, jetzt ul. Zwycięstwa 43) in Langfuhr.
1936 wurde die hochseetaugliche Yacht Peter von Danzig erworben, mit der der Verein an Fahrten und Regatten in der Ost- und Nordsee teilnahm.
Nach 1945 ging diese mit weiterem Besitz des Vereins an den Akademischen Segler-Verein in Kiel über.
In Danzig wurde seit dieser Zeit die Tradition des polnischen Seglervereins weiter gepflegt.
Das Gebäude in der ul. Zwycięstwa wurde Mädcheninternat des Conradinum und seit 1962 Konsulat der DDR.
Einige wenige Erinnerungsgegenstände des Akademischen Segler-Vereins befinden sich heute im Meeresmuseum (Muzeum Morskie) in Danzig.

## Weitere Seglervereine in Danzig
In Danzig gab es als weitere Seglervereine den Gode Wind Danzig-Zoppoter Yacht-Club (gegründet 1897) und den polnischen Segler-Verein (gegründet 1922), sowie den Danzig-Zoppoter Motor-Yacht-Club (gegründet 1924).